# Yvan Pahud
Pour les articles homonymes, voir Pahud.
Yvan Pahud, né le 9 mars 1980 à Sainte-Croix (originaire d'Ogens), est une personnalité politique suisse, membre de l'Union démocratique du centre (UDC).
Il est élu député du canton de Vaud au Conseil national en octobre 2023.

## Biographie
Yvan Pahud naît le 9 mars 1980 à Sainte-Croix, dans le canton de Vaud. Il est originaire d'Ogens, dans le même canton. Sa famille possède un domaine agricole près de L'Auberson, où il passe son enfance.
Au terme de sa scolarité obligatoire, il fait un apprentissage de charpentier. Il obtient son certificat fédéral de capacité (CFC) en 1998. Il crée deux ans plus tard, à la suite de la tempête Lothar, sa propre entreprise forestière avec un ami. 
Il exerce pendant deux ans, de 2005 à 2007, le métier de garde-frontière, d'abord en formation à Liestal, dans le canton de Bâle-Campagne, puis à Bernex, dans le canton de Genève. Après sa démission, il se forme pour obtenir un CFC de bûcheron et reprend ses activités au sein de son entreprise. 
Il est engagé en 2011 par la scierie Schilliger (de) en qualité d'agent commercial pour la Suisse romande.
Il a le grade de premier-lieutenant à l'armée.
Il est marié à une Valaisanne et père de deux enfants. Il est yodleur (soliste) et a participé à plusieurs reprises à la Patrouille des glaciers.

## Parcours politique
Il adhère au Parti radical-démocratique (PRD) en 2002 et rejoint l'UDC en 2011.
Il est élu en 2002 au Conseil communal (législatif) de Sainte-Croix, qu'il préside en 2013-2014. Il est élu à la Municipalité de Sainte-Croix en 2019, où il est responsable de la sécurité, et il accède au poste de syndic en 2025,.
Il est élu au Grand Conseil du canton de Vaud en 2016, où il est chef de son groupe. Il démissionne après son élection au Conseil national, s'étant assuré que son successeur (Olivier Agassis) serait bien membre de l'UDC.
Il est élu député du canton de Vaud au Conseil national en octobre 2023.